# اوچیندول
اوچیندول (به بلغاری: Ochindol) روستایی در بلغارستان است که در استان وراتسا واقع شده‌است. اوچیندول ۲۸٫۰۹۹ کیلومتر مربع مساحت و ۱۵۳ نفر جمعیت دارد و ۲۵۷ متر بالاتر از سطح دریا واقع شده‌است.